# سارة سميث (كاتبة)
سارة سميث (بالإنجليزية: Sarah Smith)‏‏ (9 ديسمبر 1947 في بوسطن - ) كاتِبة، وروائية، وكاتبة خيال علمي من الولايات المتحدة.

## الجوائز
- منحة فولبرايت